# Mariano Luis de Urquijo
Mariano Luis de Urquijo y Muga (ur. 8 września 1769 w Bilbao, zm. 3 maja 1817 w Paryżu) – hiszpański polityk i tłumacz, człowiek oświecenia. Był jednym z tzw. ilustrados (oświeconych). Sekretarz stanu Karola IV w latach 1798–1800 i Józefa Bonapartego w latach 1808–1813.